# Palazzo Ruggi d'Aragona
Il Palazzo Ruggi d'Aragona si trova sulla storica Via Tasso, a poca distanza dal Complesso archeologico di San Pietro a Corte nella parte "longobarda" dell'antica Salerno.

## Storia
Il palazzo fu costruito nel Cinquecento e vanta un'entrata con scalone marmoreo a cascata di grande raffinatezza. La sua superficie è notevole, essendo la maggiore del Centro storico di Salerno.
Fu ristrutturato nel Settecento, acquistando uno stile parzialmente barocco grazie al Sanfelice. Nel Novecento il Palazzo fu danneggiato nel 1943 dai bombardamenti alleati (Sbarco a Salerno) e nel 1980 dal Terremoto dell'Irpinia.
Negli anni trenta durante il Fascismo fu adibito a scuola, per poi essere abbandonato. I lavori di restauro, iniziati nei primi anni novanta, sono ancora in corso. Attualmente (2012) parte del palazzo è occupato dalla locale soprintendenza, dove si tengono mostre.
Attualmente viene considerato uno dei palazzi storici di Salerno con maggior richiamo turistico, soprattutto perché, nella prima metà del Cinquecento, vi dimorò per tre giorni l'imperatore Carlo V, ospite del Principe Ferrante Sanseverino.
Vi ha sede, dal 2011, la "Soprintendenza per i beni architettonici e paesaggistici per le province di Salerno e Avellino"

## Descrizione
Il palazzo  è fatto di due sezioni: quella meridionale che costeggia i "Gradoni della Madonna della Lama" e quello settentrionale (dovuto ad un'espansione successiva) che si estende quasi fino a via Trotula De Ruggiero. I due blocchi o sezioni sono divisi dall'antica via Tasso e sono collegati tramite un'alta galleria su cui sorgono diverse stanze.
Un ampio portale dalle lesene con capitelli ionici ed un balconcino di avvistamento ai lati dell'architrave si hanno sulla via Tasso. Da questo portale si accede ad un ampio cortile rettangolare. La facciata di fronte all'ingresso è divisa in due zone: la sinistra appartiene ad un fabbricato un tempo adibito ai cavalli e carrozze, mentre a destra vi è la facciata d'ingresso a due piani con la scenografica Scala d'ingresso a doppia rampa, in stile vanvitelliano "a cascata", che dà accesso al piano nobile superiore.

## Fontana del Nettuno
Inoltre nel cortile si trova la monumentale "Fontana del Nettuno": è costituita da una vasca semicircolare, abbellita sul davanti da uno stemma a cartoccio con un leone rampante. Sulla vasca della fontana si apre una nicchia ampia con pareti di pietra grezza a simulare una grotta; nella cavità centrale è inserito un gruppo raffigurante divinità e mostri marini, mentre al centro è posto il dio Nettuno.